# Murialdo
Murialdo – miejscowość i gmina we Włoszech, w regionie Liguria, w prowincji Savona.
Według danych na rok 2004 gminę zamieszkiwało 871 osób, 23,5 os./km².